# قرنبيط مقلي
قرنبيط مقلي أو زهره مقلية هي أكلة نباتية شامية ومصرية تُقدم ساخنة أو باردة، تتكون من قرنبيط مقلي وغالماً يقدم بجانبه الطحينة،خس،بقدونس وطماطم.
تُؤكل وحدها أو في خبز شامي أو عربي ويتم وضع عليها الكمون والملح وعصير الليمون.